# Mahendra Reddy
Mahendra Reddy est un économiste et homme politique fidjien. Il exerce diverses responsabilités ministérielles dans les gouvernements du Premier ministre Voreqe Bainimarama de septembre 2014 à décembre 2022.
Bénéficiaire du programme Fulbright, il obtient un Master en Agriculture et en Gestion des ressources à l'Université de Hawaii, suivi d'un doctorat. En 1998 il entame une carrière d'enseignant en Économie à l'Université du Pacifique Sud aux Fidji. En 2008 il prend la présidence de l'Institut d'Économie de l'université, puis est nommé cette même année doyen de la Faculté d'Études commerciales de la Fiji Institute of Technology. En 2010 il est nommé doyen de l'Institut d'Études de Gestion de l'Université nationale fidjienne. En janvier 2014 il est nommé directeur de la Banque centrale des Fidji.
En juillet il démissionne de ce poste pour entrer en politique et se porter candidat aux élections législatives de septembre, sous les couleurs du parti Fidji d'abord. Élu député, il est nommé ministre de l'Éducation, du Patrimoine, de la Culture et des Arts par le Premier ministre Voreqe Bainimarama. Il conserve son siège de député aux élections de 2018 et devient ministre de l'Agriculture et de l'Environnement.
Le parti Fidji d'abord perd le pouvoir aux élections de décembre 2022, auxquelles Mahendra Reddy est toutefois largement réélu député. Il siège dès lors sur les bancs de l'opposition face au gouvernement de Sitiveni Rabuka. Le 26 janvier 2023, toutefois, il démissionne du Parlement sans donner de raison. Penioni Ravunawa, prochain candidat le mieux placé sur la liste du parti Fidji d'abord aux élections législatives, lui succède automatiquement,.